# CFM 인터내셔널

CFM 인터내셔널(CFM International)은 GE항공과 사프란 에어크래프트 엔진(이전 사명: Snecma)간 50대 50 프랑스-미국 합작투자 기업이다. CFM56 시리즈의 터보팬 엔진을 개발하고 지원하기 위해 설립되었다. 이 기업은 세계에서 주도적인 상용 항공기 엔진 공급 기업으로, 오늘날까지 570곳 이상의 운용사에 엔진 중 37,500개 이상을 조달했다. 2019년 기준으로 전 세계 상용 항공기 엔진 시장 점유율 중 39%를 차지했다.

## 제품
- CFM 인터내셔널 CFM56 (F108)
- CFM 인터내셔널 LEAP